# Dance Fever
Dance Fever (с англ. — «Танцевальная лихорадка») — пятый студийный альбом инди-рок-группы Florence and the Machine, вышедший 13 мая 2022 года на лейбле Polydor Records. Продюсерами были Дэйв Бэйли, Флоренс Уэлч, Джек Антонофф, Кид Гарпун и Doveman. Работа над альбомом первоначально была запланирована на начало 2020 года в Нью-Йорке, однако из-за пандемии COVID-19 запись проходила в Лондоне. Фронтвумен Флоренс Уэлч назвала Игги Попа самым большим музыкальным влиянием на альбом, в котором представлены самые разные стили, от прогрессивного до инди-попа, диско и индастриала.
Название и концепция Dance Fever возникли благодаря увлечению Уэлч хореоманией — социальным феноменом в Европе раннего модерна, когда группы людей танцевали беспорядочные танцы. Фотографом обложки альбома стал Отумн де Уайлд, который также снял клипы на три сингла альбома: «King», «My Love» и «Free», а также на песню «Heaven Is Here».
Dance Fever имел коммерческий успех в Европе, США и Океании. Альбом дебютировал на вершине чарта альбомов Великобритании UK Albums Chart в неделю своего выхода, став четвёртым альбомом группы номер один в своей стране. Он достиг второго места в Австралии, Бельгии, Германии, Ирландии, Нидерландах, Новой Зеландии и Португалии, а также дебютировал в первой десятке нескольких других чартов. Альбом получил признание музыкальных критиков и считается самым лучшим за всю историю существования группы. Критики в основном отмечали разнообразие звучания, способности Уэлч к написанию песен и мощный вокал. Песня «King» была номинирована на 65-ю ежегодную премию «Грэмми» в категории Лучшее исполнение альтернативной музыки. Для продвижения альбома Florence and the Machine отправились в турне Dance Fever Tour, которое посетило города Северной Америки, Европы и Океании.

## История
Большая часть альбома была записана в Лондоне. Первые сессии записи альбома первоначально планировалось провести в марте 2020 года в Нью-Йорке, но они были отменены после того, как Всемирная организация здравоохранения (ВОЗ) объявила COVID-19 пандемией. Во время записи «гимнического» Dance Fever Уэлч и её соавторы стремились к «танцевальному, фолковому, Игги Попа 70-х» звучанию в духе «Люсинды Уильямс, Эммилу Харрис и других», которое должно было понравиться во время «возвращения клубов, живой музыки и танцев на фестивалях». Уэлч также нашла вдохновение в трагических героинях искусства прерафаэлитов, готической фантастике Кармен Марии Мачадо и Джулии Армфилд, висцеральной волне фолк-фильмов ужасов от «Плетеного человека» (1973) до фильмов A24 «Ведьма» (2015) и «Солнцестояние» (2019), «Дракула Брэма Стокера» (1992) Фрэнсиса Форда Копполы был визуально большой ссылкой для записи и костюмов, и «фольклорные элементы моральной паники из Средних веков».
Название альбома было навеяно увлечением Уэлч хореоманией — социальным явлением в Европе раннего нового времени, когда группы людей танцевали беспорядочные танцы.

## Композиция
Dance Fever — это альбом в жанрах поп-рок, барокко-поп, прогрессивный поп, альтернативный рок, готик-поп и фолк.

## Отзывы
| Совокупная оценка    | Совокупная оценка |
| Источник             | Оценка            |
| -------------------- | ----------------- |
| AnyDecentMusic?      | 7.7/10            |
| Metacritic           | 84/100            |
| Оценки критиков      |                   |
| Источник             | Оценка            |
| AllMusic             | [ 12 ]            |
| Clash                | 9/10              |
| The Daily Telegraph  | [ 9 ]             |
| Dork                 | [ 14 ]            |
| Gigwise              | [ 15 ]            |
| The Independent      | [ 5 ]             |
| The Line of Best Fit | 9/10              |
| NME                  | [ 17 ]            |
| Paste                | 8.0/10            |
| Pitchfork            | 7.1/10            |

Альбом получил широкое признание музыкальных критиков и интернет-изданий. На интернет-агрегаторе Metacritic, который присваивает нормализованный рейтинг из 100 баллов по рецензиям основных изданий, альбом получил средний балл 84, основанный на 17 профессиональных рецензиях, что свидетельствует о «всеобщем признании», став самым высоко оцененным альбомом группы на сайте на сегодняшний день. Нил З. Юнг, написавший для AllMusic, поставил альбому четыре звезды из пяти и сравнил его с предыдущими релизами группы Lungs (2009) и How Big, How Blue, How Beautiful (2015) по «эмоциональной глубине и бодрящей силе». В заключение своей рецензии он написал, что альбом стал «щедрым подношением богиням танца и восстановительной энергии».
София Макдональд из Clash Music оценила альбом в девять звезд из десяти, назвав его «столь же величественным, сколь и подлинным». Она также похвалила его за «осознание себя» и сочла его «замечательно честным». Подводя итоги альбома в целом, Макдональд назвала его «танцевальной вечеринкой, на которой можно выпустить своих демонов, они [Florence and the Machine] наложили ещё одно лирически прекрасное и музыкально капитулянтское заклинание».
Песня «King» была номинирована на 65-ю ежегодную премию «Грэмми» в категории Лучшее исполнение альтернативной музыки.

## Коммерческие показатели
Dance Fever добился широкого коммерческого успеха в Европе. Он дебютировал на первом месте в чарте альбомов Великобритании UK Albums Chart, став четвёртым альбомом группы номер один в этой стране. Альбом достиг этой цели благодаря примерно 26 000 продаж в середине недели во время релиза. Кроме того, он дебютировал на первом месте в чарте альбомов Шотландии Scottish Albums Chart на неделе 20 мая 2022 года.
Dance Fever также добился коммерческого успеха в США и Австралии. В США альбом дебютировал на седьмом месте в чарте альбомов Billboard 200, став четвёртой пластинкой группы в десятке лучших в стране. Далее альбом достиг вершины чартов Top Alternative Albums и Top Rock Albums. В Австралии Dance Fever дебютировал под номером 2 в чарте ARIA Charts в первую неделю после выхода 29 мая 2022 года.

## Список композиций
| №                   | Название            | Автор(ы)                     | Продюсер                        | Длительность |
| ------------------- | ------------------- | ---------------------------- | ------------------------------- | ------------ |
| 1.                  | «King»              | Флоренс Уэлч Джек Антонофф   | Уэлч Антонофф                   | 4:40         |
| 2.                  | «Free»              | Уэлч Антонофф                | Уэлч Антонофф Дэйв Бэйли [a]    | 3:54         |
| 3.                  | «Choreomania»       | Уэлч Антонофф Томас Бартлетт | Уэлч Антонофф Doveman [a]       | 3:33         |
| 4.                  | «Back in Town»      | Уэлч Антонофф                | Уэлч Антонофф                   | 3:56         |
| 5.                  | «Girls Against God» | Уэлч Антонофф                | Уэлч Антонофф                   | 4:40         |
| 6.                  | «Dream Girl Evil»   | Уэлч                         | Уэлч Антонофф Бэйли Doveman [a] | 3:47         |
| 7.                  | «Prayer Factory»    | Уэлч Антонофф                | Уэлч Бэйли                      | 1:13         |
| 8.                  | «Cassandra»         | Уэлч Томас Халл              | Уэлч Антонофф Kid Harpoon       | 4:18         |
| 9.                  | «Heaven Is Here»    | Уэлч                         | Уэлч Антонофф Harpoon Бэйли     | 1:51         |
| 10.                 | «Daffodil»          | Уэлч Бэйли                   | Уэлч Бэйли                      | 3:34         |
| 11.                 | «My Love»           | Уэлч Бэйли                   | Уэлч Бэйли                      | 3:51         |
| 12.                 | «Restraint»         | Уэлч Бэйли                   | Уэлч Бэйли Harpoon [m]          | 0:48         |
| 13.                 | «The Bomb»          | Уэлч Robert Ackroyd Bartlett | Уэлч Doveman Антонофф           | 2:45         |
| 14.                 | «Morning Elvis»     | Уэлч Бэйли                   | Уэлч Бэйли Антонофф [a]         | 4:22         |
| Общая длительность: | Общая длительность: | Общая длительность:          | Общая длительность:             | 47:12        |

Замечания
- ↑  дополнительный продюсер
- ↑  дополнительный продюсер

## Участники записи
Florence and the Machine
- Флоренс Уэлч — вокал (все треки), струнная аранжировка (треки 1, 2, 5, 6, 8, 11), перкуссия (2, 6, 9, 10), фортепиано (2, 6), акустическая гитара (9), притопывание ногой (9, 12)
- Роберт Экройд — электрогитара (13)
- Том Монгер — арфа
- Сайрус Баяндор
- Аку Оррака-Теттех — фоновый вокал (3, 4, 6)
- Дионн Дуглас
- Хейзел Миллс — фоновый вокал
- Сэм Дойл

Дополнительные музыканты
- Джек Антонофф — акустическая гитара (1-3, 5, 8), бас (1-6, 8), барабаны (1-6, 8, 13), меллотрон (1-4), перкуссия (1-3, 8), фортепиано (1-4, 6), программирование (1-3, 6, 9, 14), колокольчики (2, 3), электрогитара (2, 3, 5), орган (2. 5, 8), 12-струнная акустическая гитара (3, 8), слайд-гитара (5, 13), синтезатор (5, 6, 8), трубчатые колокольчики (8, 9), орган Вурлитцера (8)
- Эван Смит — саксофоны (1, 3, 5), синтезатор (1)
- Том Мот — арфа, струнная аранжировка (1, 2, 5, 6, 8, 11)
- Бобби Хоук — скрипка (1-4)
- Эрик Байерс — виолончель (2-4)
- Дэйв Бэйли — электрогитара (2, 6, 7, 10-12, 14), струнные (2, 11, 14), программирование (5, 7, 9-12, 14), колокольчики (6), перкуссия (6, 7, 11, 14), фортепиано (6, 10, 11), синтезатор (6, 9, 10), бас (7, 10, 11, 14), орган (7, 12), акустическая гитара (10), ударные (10, 11, 14), меллотрон (10, 14), клавишные (11)
- Томас Бартлетт — перкуссия (3), фортепиано (3, 13), синтезатор (3, 4, 6, 13); аккордеон, барабаны, клавишные (13)
- Мэгги Роджерс — фоновый вокал (5, 6)
- Лео Абрахамс — акустическая гитара (6), электрогитара (6, 10, 14)

## Чарты
| Чарт (2022)                            | Высшая позиция |
| -------------------------------------- | -------------- |
| Австралия (ARIA)                       | 2              |
| Австрия (Ö3 Austria)                   | 4              |
| Бельгия/Фландрия (Ultratop)            | 2              |
| Бельгия/Валлония (Ultratop)            | 5              |
| Канада (Canadian Albums Chart)         | 7              |
| Хорватия (Top of the Shops, HDU)       | 4              |
| Нидерланды (Album Top 100)             | 2              |
| Финляндия (Suomen virallinen lista)    | 11             |
| Франция (SNEP)                         | 28             |
| Германия (Offizielle Top 100)          | 2              |
| Греция (IFPI)                          | 26             |
| Венгрия (MAHASZ)                       | 36             |
| Ирландия (IRMA)                        | 2              |
| Италия (Classifica album)              | 14             |
| Литва (AGATA)                          | 39             |
| Новая Зеландия (RMNZ)                  | 2              |
| Норвегия (VG-lista)                    | 15             |
| Польша (ZPAV)                          | 10             |
| Португалия (AFP)                       | 2              |
| Шотландия (Scottish Albums Chart)      | 1              |
| Испания (PROMUSICAE)                   | 5              |
| Швеция (Sverigetopplistan)             | 23             |
| Швейцария (Schweizer Hitparade)        | 7              |
| Великобритания (UK Albums Chart)       | 1              |
| США (Billboard 200)                    | 7              |
| США (Billboard Top Alternative Albums) | 1              |
| США (Billboard Top Rock Albums)        | 1              |
| США (Billboard Top Tastemaker Albums)  | 1              |

| Чарт (2022)                     | Позиция |
| ------------------------------- | ------- |
| Бельгия (Ultratop Flanders)     | 84      |
| Великобритания (UK Albums, OCC) | 89      |
| Португалия (AFP)                | 76      |

## Сертификации
| Регион                                                                      | Сертификация | Продажи |
| --------------------------------------------------------------------------- | ------------ | ------- |
| Великобритания (BPI)                                                        | Золотой      | 100 000 |
| Данные о продажах + прослушиваниях приведены только на основе сертификации. |              |         |